# Yarraman
Yarraman – miasto w Australii, w stanie Queensland.